# Katarína Hasprová
Katarína Hasprová (Bratislava, 10 settembre 1972) è una cantante slovacca.
Ha rappresentato la Slovacchia all'Eurovision Song Contest 1998 con il brano Modlitba.

## Biografia
Figlia del regista Pavol Haspra e dell'attrice Soňa Valentová, Katarína Hasprová ha studiato all'Accademia musicale di Brno. Dopo essersi diplomata si è trasferita a Praga, dove si è esibita in vari musical.
Il 6 giugno 1997 ha vinto il concorso musicale Bratislavská lýra, che le ha permesso di avviare la sua carriera da solista. L'anno successivo è stata selezionata come rappresentante slovacca per l'Eurovision Song Contest 1998. Durante l'evento, che si è tenuto il 9 maggio a Birmingham, ha cantato il suo singolo di debutto Modlitba e si è classificata al 21º posto su 25 partecipanti con 8 punti totalizzati, tutti provenienti dal televoto croato.

## Discografia

### Album in studio
- 1999 – Katarína Hasprová
- 2002 – Chviľu so mnou leť
- 2009 – Priznám sa...

### EP
- 1998 – Katarína Hasprová

### Singoli
- 1998 – Modlitba
- 2002 – Tá čo ťa vie